# غشوة خشنة
غشوة خشنة (الاسم العلمي:Ceropegia scabra) هو نوع من النباتات يتبع جنس الغشوة من الفصيلة الدفلية.